# Villa Abd-el-Tif

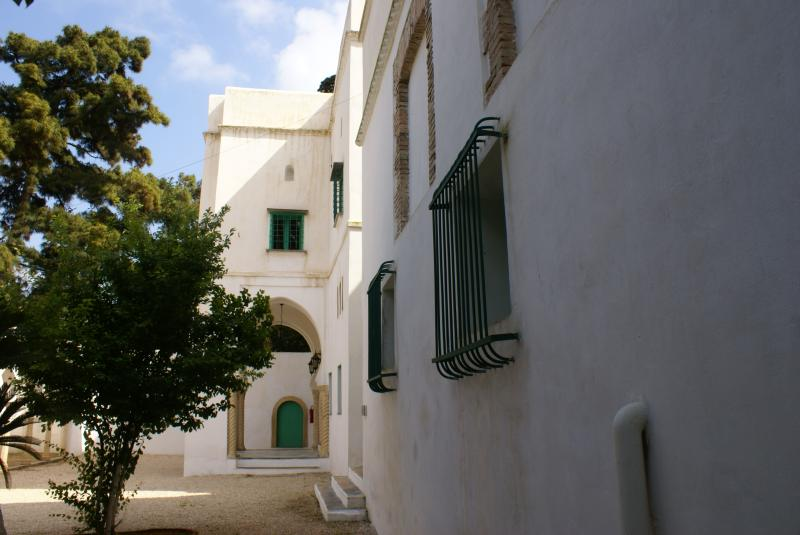
La villa Abd-el-Tif.

La villa Abd-el-Tif (arabe : دار عبد اللطيف) est un petit palais situé dans la campagne de la commune de Belouizdad (Wilaya d'Alger). Exemple d'architecture des djenans du XVIIIe siècle, il a hébergé de 1907 à 1962 des peintres venus de métropole sur le principe de la villa Médicis à Rome et, plus tard, de la Casa Vélasquez à Madrid.
Le prix Abd-el-Tif, décerné sur concours, créé en 1907, en a fait une institution qui a beaucoup contribué au rayonnement artistique de l'Algérie.
Abandonnée après l'indépendance du pays, la villa, classée monument historique en 1967, a été restaurée. Rouverte le 10 juin 2008, elle abrite désormais le siège de l'Agence algérienne pour le rayonnement culturel (AARC).

## Historique
La villa a été construite par un dignitaire du pouvoir deylical au XVIIIe siècle. Le premier acte qui en fasse mention date de 1715 et la décrit comme « campagne sise au quartier El Anasser par Bab Azoun, au-dessus de la fontaine du Hamma ».
En 1717, Ali ben Mohammed Agha la vend à Sidi Ali ben Mohammed el-Sabbagh, lecteur de Coran à la mosquée, pour une somme de 325 réaux d'argent. Puis elle appartient à Osman, syndic des janissaires, ensuite à un droguiste, puis à un janissaire. En 1790, elle est la propriété de Hadj Mohammed Khodja, ministre de la Marine et, par la suite, vendue à Si Mahmoud Abd-el-Tif qui l'acheta en 1795 pour deux mille dinars d'or. En 1830, la famille Abd el-Tif est toujours propriétaire de la maison et il semble qu'elle le soit restée jusqu'en 1831.
Après 1831, ce djenan revient à l'administration coloniale française et est affecté à l'infirmerie de la Légion étrangère, jusqu'en 1836, date du départ de la Légion pour l'Espagne. La campagne, abandonnée, est restituée à la famille représentée par Sid Mahmoud Abd el-Tif qui finit par la vendre aux Domaines en 1846.
Il y a peu d'informations concernant les vingt années suivantes, mais on sait qu'elle fut transformée en ambulance pour les soins aux cholériques du 22 août au 5 décembre 1866. Puis elle tombe dans l'oubli jusqu'en 1905, servant d'annexe au jardin d’essai.
En février 1906, le critique d'art Arsène Alexandre écrit à Charles Jonnart, gouverneur général de l'Algérie : « Il devrait exister à Alger, en dehors des musées, une maison des artistes. Cette maison peut être créée sans une aussi grande dépense que l'on pourrait le croire. Son emplacement existe et il est merveilleux. C'est la maison des Abd-el-Tif au-dessus du Jardin d'Essai et elle est en train de tomber en ruine. Cette demeure qui est encore ravissante, malgré son état de délabrement, est placée de telle sorte que les plus belles leçons de la lumière et les plus belles richesses de la nature s'y trouveraient, en quelque sorte, sous la main des artistes qu'on y logerait. La terrasse, sa colonnade, sa cour intérieure encore décorée de brillantes céramiques, son entourage de luxuriante verdure en feraient un séjour enviable. La maison des Abd-el-Tif est certes en mauvais état […] mais remise en état et logeant des artistes […] cette sorte de villa Medicis d'Alger deviendrait aussi célèbre qu'enviée. » En décembre de la même année, le critique d'art publie dans l'hebdomadaire L'Akhbar, dirigé par Victor Barrucand, une étude sur « les arts et les industries d'art en Algérie » et propose la création d'une Maison des artistes.
Léonce Bénédite, conservateur du musée du Luxembourg à Paris et fondateur de la Société des peintres orientalistes français, reprend l'idée et la fait aboutir en décidant le gouverneur général Jonnart à restaurer les bâtiments et à les affecter à une résidence d'artistes. En 1907, un arrêté du gouvernement fait de la villa Abd-el-Tif une maison des artistes. L'architecte Gabriel Darbeda fut chargé de la restauration des bâtiments y faisant quelques aménagements mineurs. Les ateliers individuels, clairs et spacieux, ne furent installés qu'en 1925 dans une annexe de la villa. Chaque année, deux pensionnaires y séjournent pour deux ans : ils sont désignés par un jury spécifique.
La villa et ses jardins ont été classés sur la liste des monuments historiques en septembre 1922.
Le prix Abd-el-Tif, décerné sur concours, est créé en 1907 sous l'impulsion de Léonce Bénédite et Charles Jonnart, gouverneur général de l'Algérie. C'est la Société des peintres orientalistes français qui est chargée de l'attribution du prix : un séjour de un à deux ans en Algérie. Paul Jouve et son ami Léon Cauvy sont les premiers pensionnaires de la villa Abd-el-Tif en 1907. Cette villa, qui n'avait pas de direction, était gérée directement par les résidents. Les Abd-el-Tif sont au nombre de quatre-vingt-sept, dont soixante-sept peintres et graveurs, dix-sept sculpteurs et un architecte.

## Description

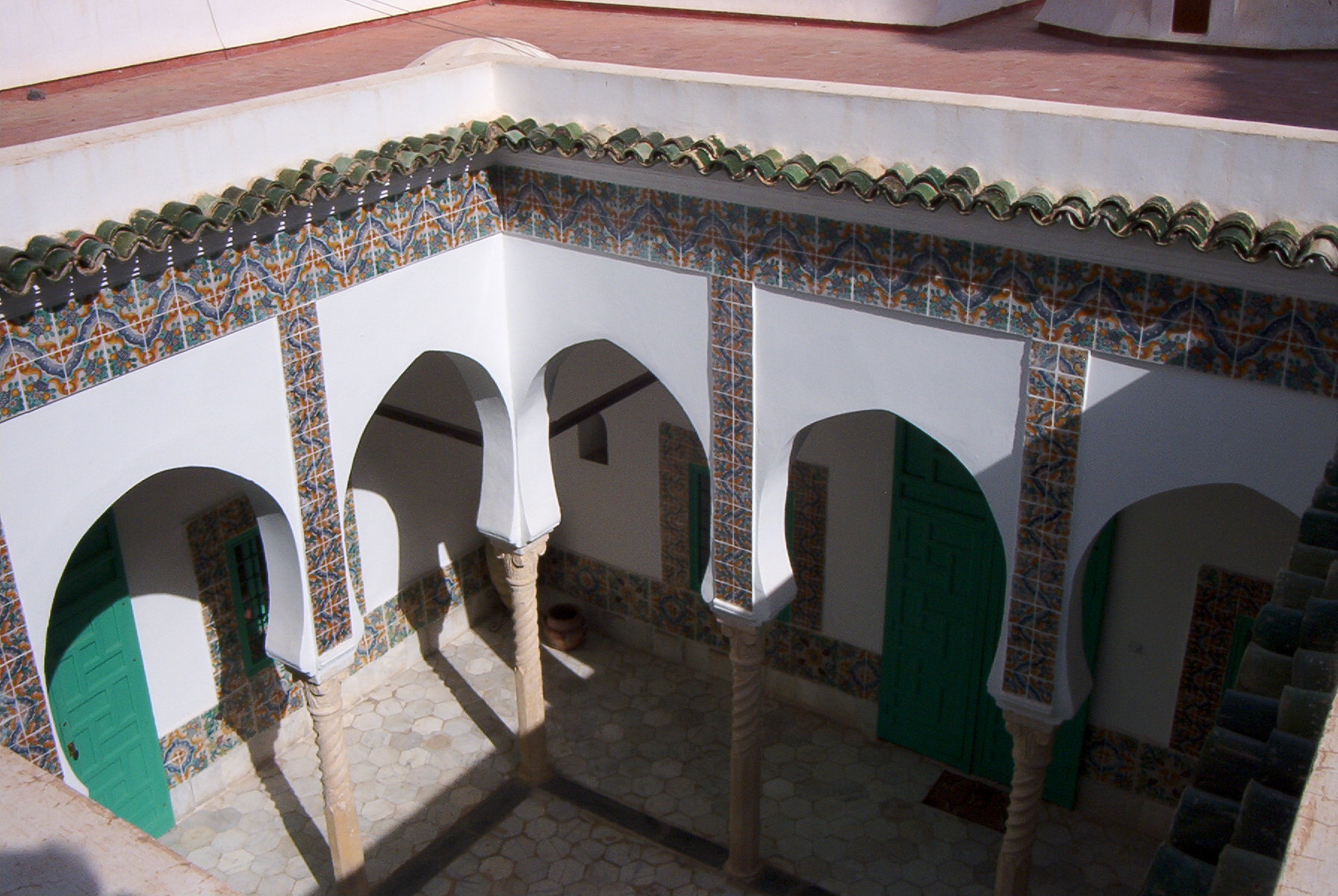
Terrasse et patio vus du premier étage.

Une description donnée en 1910 la décrit ainsi : « À signaler dans cette villa, l'ancien Bassin des Femmes que borde un portique à parure d'émail, la cour intérieure où se développe une galerie à double ligne d'arceaux soutenus par d'élégantes colonnettes à cannelures torses. En face, le porche d'entrée, élevé sur douze colonnes et abritant sous ses ogives, une porte à clous et à heurtoir de bronze. Au-delà des voûtes du vestibule et de l'escalier d'aspect monacal, c'est le bain maure puis, au premier étage, le patio tout de marbre, entouré d'arcades et décoré de faïences où s'épanouissent de curieuses floraisons stylisées. Sous les arceaux, de hautes portes donnant accès en des salles surmontées de coupoles à claustras multicolores. Au centre, un pavillon à dôme polygonal s'étend la vue, sur la baie et la campagne. Au sommet, la terrasse, offrant le charme de l'entier panorama algérois. »
Une autre description de la villa telle qu'elle se présentait en 1942 a été donnée par la revue Algeria : « En gravissant les marches étroites de l'entrée, en pénétrant dans le jardin paisible qui précède la villa, on subit déjà le charme de cette solitude parfumée d'effluves végétaux […] Il faut passer sous ce dais féérique, gravir encore quelques degrés pour accéder à l'esplanade qui s'étend devant la sereine demeure. C'est là que l'on aime s'arrêter: l'impression brusquement ressentie de surgir au centre d'un incomparable décor immobilise le visiteur charmé. Tout autour ce ne sont que lianes en cascades, arbres aux cimes fleuries, et, s'étendant à l'infini devant le regard ébloui, la mer et le ciel, qui confondent leurs turquoises dans l'indicible lumière. […] Donnant par une étroite ouverture sur cette esplanade, la cour intérieure élève à droite, sur des colonnettes à cannelures torses, la double ligne de ses arceaux délicats. La grâce des chapiteaux, le coloris des faïences rehaussant l'architecture, le dessin capricieux des tiges grimpantes appuyées aux colonnades, quelques pots de géraniums éclatants posés de ci de là, composent un ensemble d'une originale et fine beauté. Face à la galerie, se trouve le porche d'entrée de la villa. Majestueux, il s'élève sur douze colonnes, et sa porte garnie de clous avec son vieux heurtoir de bronze, s'encadre, avec somptuosité, d'une véritable “broderie de pierre”. »

## Quelques artistes ayant séjourné à la villa Abd-el-Tif

### Peintres
Jean Vimenet
- Louis Ferdinand Antoni
- Jean Désiré Bascoules
- André Beauce
- Adolphe Beaufrère
- Jean Beaunier
- Jean-Eugène Bersier
- Louis Berthomme Saint-André
- Maurice Boitel
- Jean-Pierre Blanche
- Étienne Bouchaud
- Jean Bouchaud
- Gabriel Bougrain (Le Caire 1915-?)
- Émile Bouneau
- Maurice Bouviolle
- Albert Brabo
- Marius de Buzon
- Jean André Cante
- Léon Cauvy
- Léon Carré
- André Chapuy
- Pierre-Eugène Clairin
- Henri Clamens
- Pierre Clément
- Eugène Corneau
- Jean-Pierre Cornet
- Charles-René Darrieux
- Jacques Denier
- Pierre Deval
- Paul Elie Dubois
- Charles Dufresne
- Pierre Farrey
- François Fauck
- Antoine Ferrari
- Pierre Gartier
- Marie Gautier
- Gisèle Georges-Mianes
- André Hambourg
- André Hébuterne
- Jean Hurstel
- Jean Launois
- Hubert Le Mab
- Georges Le Poitevin
- René Levrel
- Richard Maguet
- Jules Migonney
- Roger Nivelt
- Pierre Parsus
- Edgar Pillet
- Paul Ragueneau
- Louis Riou
- André Thomas Rouault
- Pierre Luc Rousseau
- Emile Sabouraud
- Louis Berthomme Saint-André
- Jacques Simon
- Henri Villain
- Jacques Wolf

### Graveurs
- Jacques Houplain

### Sculpteurs
- Charles Bigonet
- François Cacheux
- François Caujan (1902-1945)
- Marcel Damboise
- Louis Dideron
- Georges Halbout du Tanney
- Bâaziz Hammache (1984-1990)
- Pierre-Marie Poisson (1876-1953)
- Albert Pommier (1880-1944)

## Galerie

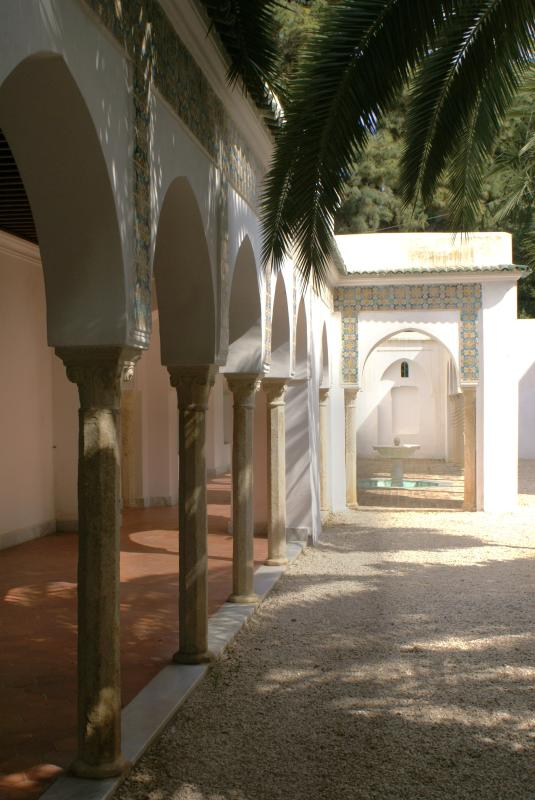
La cour.
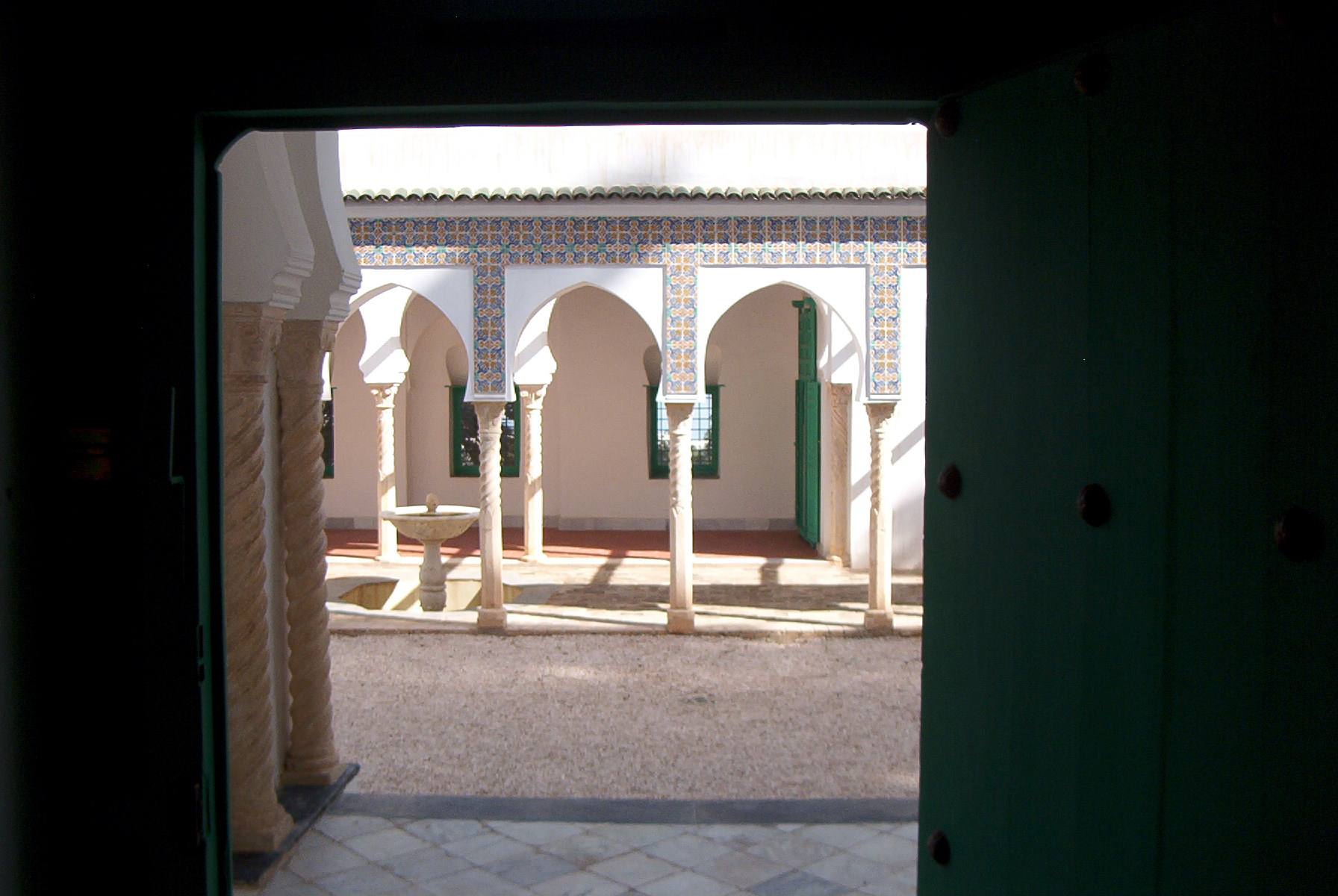
Colonnades.
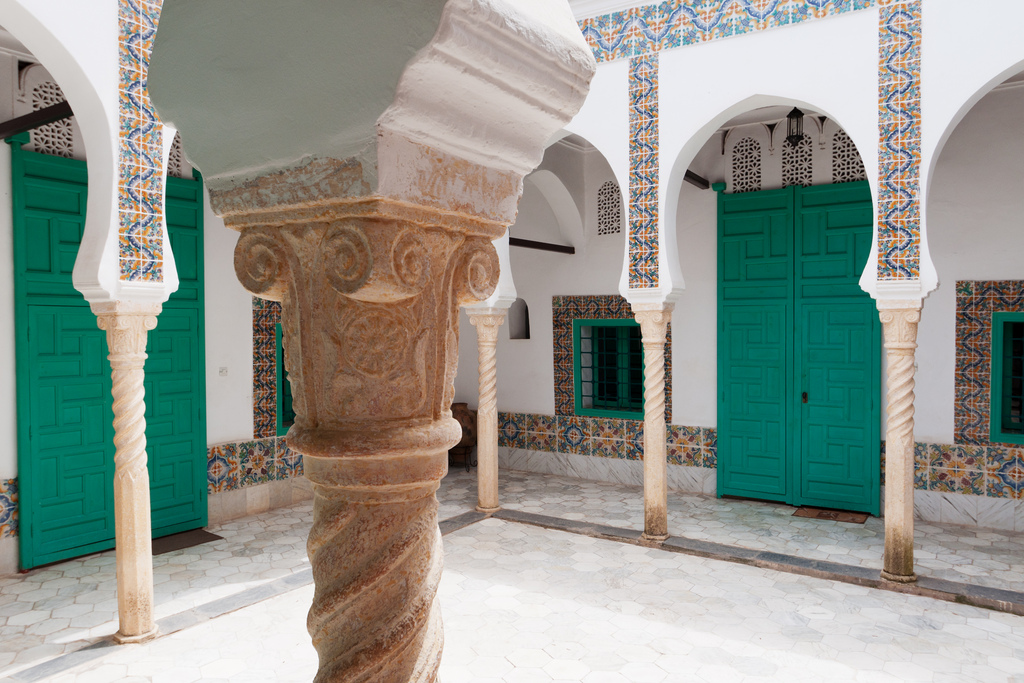
Le patio.
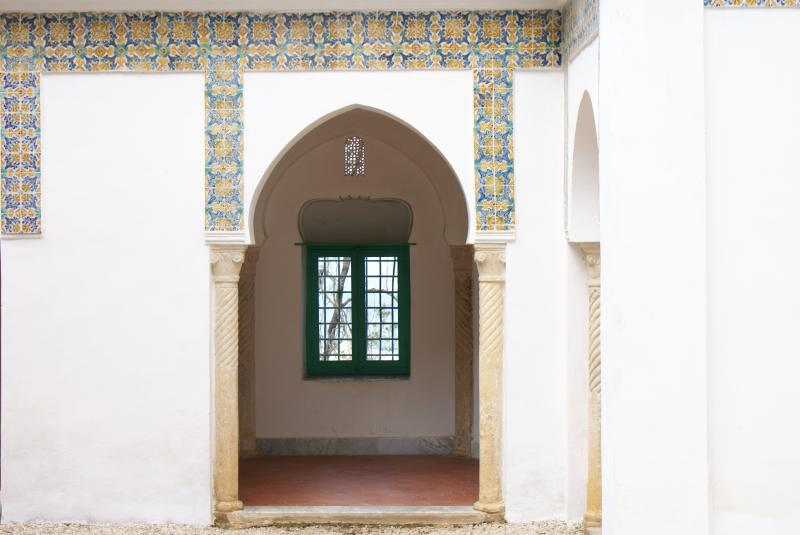
Une entrée.
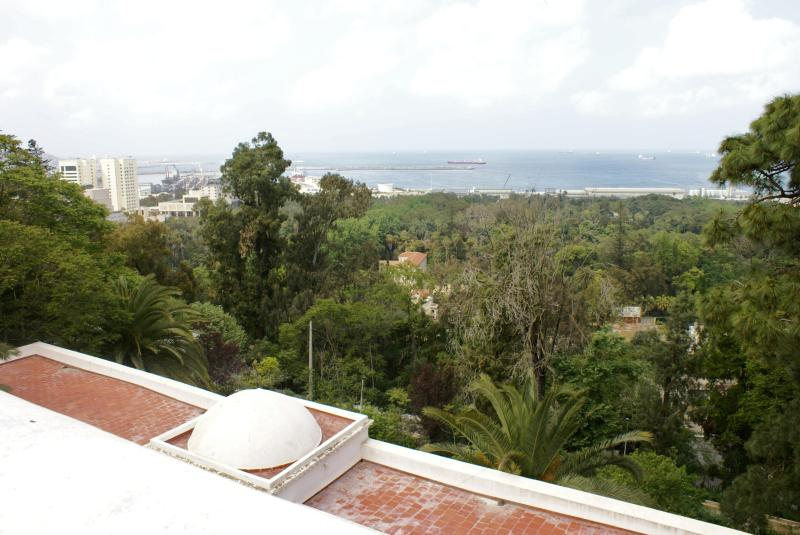
Vue partielle depuis la terrasse.